# 대원사 (충주시)
대원사(大圓寺)는 충청북도 충주시 사직산12길 55(지현동 269)에 위치한 사찰이다. 대한불교조계종 제5교구 법주사에 소속된 말사이다. 대원사 우암승현선사지비(愚岩勝鉉禪師之碑)에 따르면 김추월(金秋月) 선사가 일제강점기 시대였던 1929년 9월에 대원사를 창건했다고 기록되어 있다. 원래는 포교당이었으나 나중에 사찰로 격상되었다.
1994년에 일어난 화재로 인해 대웅전 일부와 철조여래좌상 보호각이 소실되었다. 그러다가 1998년에 법광 승려에 의해 극락전이 새로 건립되었으며 후불탱화와 철불좌상이 안치되었다. 소속 건물로는 극락전, 대웅전, 요사채, 대원어린이집이 있다. 특히 극락전에는 대한민국의 보물 제98호로 지정된 충주 철조여래좌상이 안치되어 있다.